# Sandersdorf-Brehna
Sandersdorf-Brehna is een stad in de Duitse deelstaat Saksen-Anhalt, en maakt deel uit van de Landkreis Anhalt-Bitterfeld.
Sandersdorf-Brehna telt 14.364 inwoners.

## Indeling gemeente
De gemeente bestaat uit de volgende Ortsteile:
- Beyersdorf
- Brehna
- Carlsfeld
- Glebitzsch
- Heideloh
- Köckern
- Petersroda
- Ramsin
- Renneritz
- Roitzsch
- Sandersdorf
- Torna
- Zscherndorf

Aken ·
Bitterfeld-Wolfen ·
Köthen ·
Muldestausee ·
Osternienburger Land ·
Raguhn-Jeßnitz ·
Sandersdorf-Brehna ·
Südliches Anhalt ·
Zerbst/Anhalt ·
Zörbig